# Розширена невизначеність

## Визначення
Розширена невизначеність (англ. expanded uncertainty) — величина, що визначає інтервал навколо результату вимірювання, в межах якого ймовірно знаходиться більша частина розподілу значень, які обґрунтовано можуть бути приписані вимірюваній величині.
Таким чином, розширена невизначеність {\displaystyle U\,} визначає границі «інтервалу невизначеності» навколо результату вимірювання {\displaystyle y\,}. Права границя цього інтервалу — {\displaystyle y+U\,}, ліва — {\displaystyle y-U\,}. Величина розширеної невизначеності, а отже і ширина цього інтервалу, залежить від вибраного під час розрахунку рівня довіри {\displaystyle p\,}, який менший або дорівнює одиниці.
Існує два рівноправних трактування інтервалу невизначеності. З одного боку, цей інтервал можна трактувати як такий, що містить у собі більшість тих значень, котрі можуть розглядатись як можливі результати вимірювання. Звичайно, з точки зору людини, що провела вимірювання, найкращим значенням є {\displaystyle y\,}. Але насправді, повторивши вимірювання, можна отримати інше значення. Таким чином, є ціла сукупність значень, які можуть бути результатами вимірювання за даною вимірювальною процедурою (методикою). Інтервал невизначеності якраз і обмежує {\displaystyle p\,} — долю значень, які можуть бути результатами вимірювання.
Інше трактування спирається на поняття істинного значення вимірюваної фізичної величини. Вказаний інтервал можна розглядати як такий, що з ймовірністю {\displaystyle p\,} містить у собі істинне значення фізичної величини. Зрозуміло, що точна його (істинного значення) локалізація неможлива, оскільки це можливо лише за ідеального вимірювання, яке не може бути реалізовано в силу певних, як технічних, так і економічних та фізичних обмежень. Однак його місцеположення з достатньо високою, прийнятною для практичного використання ймовірністю, можна обмежити границями інтервалу невизначеності. Звичайно, залишається ймовірність 1{\displaystyle -p\,}, що істинне значення за його межами.
Значення рівня довіри повинно бути достатньо високим, щоб була висока впевненість в тому, що інтервал невизначеності накриє істинне значення. Водночас при підвищенні {\displaystyle p\,} ширина інтервалу зростає, що утруднює його практичне використання при прийнятті рішень за результатом вимірювання. Тому доводиться вибирати в певному розумінні «компромісне» значення рівня довіри. В більшості випадків значення {\displaystyle p\,} приймають рівним 0,95. Це означатиме, що інтервал невизначеності включатиме 95% із усіх значень, які можуть бути результатом вимірювання, або з ймовірністю 0,95 накриватиме істинне значення вимірюваної фізичної величини. Разом з тим, під час особливо відповідальних вимірювань, які мають великий вплив на життя чи здоров'я людей, значення рівня довіри може бути 0,99 або і вище.

## Оцінювання розширеної невизначеності
Розширена невизначеність математично виражається як добуток сумарної стандартної невизначеності на коефіцієнт охоплення
{\displaystyle U=k(p)u(y)\,,}
де {\displaystyle k(p)\,} — коефіцієнт охоплення, значення якого залежить від {\displaystyle p\,}; {\displaystyle u(y)\,} — сумарна стандартна невизначеність.
Коефіцієнт охоплення іноді ще називають коефіцієнтом покриття. Для від {\displaystyle p=\,}0,95 його значення наближено дорівнює 2.
Точніше значення коефіцієнту охоплення може бути визначене за відомого закону розподілу результату вимірювання {\displaystyle y\,}. Тоді за значення {\displaystyle k(p)\,} приймається значення відповідної {\displaystyle p\,}-процентної точки розподілу. Так, наприклад, у випадку нормального розподілу 95-процентна точка розподілу (квантіль нормального розподілу) дорівнює 1,96, за рівномірного розподілу — 1,65. Значення коефіцієнтів охоплення як для вказаних розподілів, так і для інших можна знайти з допомогою відповідних статистичних таблиць у довідниках.
Розподіл вихідної величини {\displaystyle y\,} можна просто ідентифікувати у випадку, коли вона (вихідна величина) є лінійною комбінацією вхідних величин. Якщо внески всіх вхідних величин в невизначеність співставні, тобто немає переважного внеску однієї з цих величин, то відповідно до центральної граничної теореми теорії ймовірності розподіл вихідної величини буде близьким до нормального. 
Для функціональних залежностей, які не є лінійними, але можуть бути лінеаризовані шляхом розкладу в ряд Тейлора, розширену невизначеність можна оцінити за формулою
{\displaystyle U=t_{s}(p,\nu )u(y)\,,}
де {\displaystyle t_{s}(p,\nu )\,} — коефіцієнт Ст'юдента, значення якого знаходять за таблицями за значенням рівня довіри {\displaystyle p\,} та числом ефективних ступенів свободи {\displaystyle \nu \,}.
Число ступенів свободи вхідних величин приймають рівним:
- {\displaystyle n\,}– 1, якщо стандартна невизначеність оцінювалася за типом А. Тут {\displaystyle n\,} — число результатів повторних спостережень.
- {\displaystyle \infty \,} (нескінченність), якщо стандартна невизначеність оцінювалася за типом В.

Тоді ефективне число ступенів свободи вихідної величини можна оцінити за формулою Велча — Сатерсвейта:
{\displaystyle \nu ={\frac {u^{4}(y)}{\sum _{k=1}^{N}c_{k}^{4}{\frac {u^{4}(x_{k})}{\nu _{k}}}}}\,,}
де {\displaystyle c_{k}\,}, {\displaystyle \nu _{k}\,} — коефіцієнт чутливості та число ступенів свободи {\displaystyle k}-ї вхідної величини.
Зрозуміло, що у випадку, коли всі вхідні величини мають однакове число ступенів свободи, ефективне число ступенів свободи вихідної величини буде рівне тому ж числу. 
Разом з тим, часто зустрічаються істотно нелінійні залежності, що досить утруднює розрахунок розширеної невизначеності. У такому разі вдаються до імітаційного моделювання за методом Монте-Карло. Цей метод дозволяє одержати не лише оцінку сумарної стандартної невизначеності, але й за «зімітованими» значеннями вихідної величини з'ясувати вид її закону розподілу.